# Adalbero von Augsburg
Adalbero, auch Adelbero (* in Dillingen an der Donau; † 28. April 909 in Augsburg) war Bischof von Augsburg von 887 bis 909.
Es wird angegeben, Adalbero habe seine Bildung im Kloster Ellwangen erhalten, sei Mönch in diesem Kloster geworden und habe eine Zeit lang die Abtswürde in demselben bekleidet, doch fehlt die geschichtliche Begründung dafür.
Als 887 Bischof Witgar von Augsburg, Reichskanzler unter Ludwig dem Deutschen und Karl dem Dicken, gestorben war, folgte ihm Adalbero auf dem bischöflichen Stuhl von Augsburg. Der aus edlem Geschlechte (der gewöhnlichen Annahme nach aus dem Geschlechts der Dillinger Grafen) stammende, ausgezeichnet begabte und gewandte Mann wurde bald Liebling und einflussreicher Ratgeber König Arnulfs, den er 895 zur Kaiserkrönung nach Rom begleitete; Arnulf vertraute ihm die Erziehung seines Sohnes Ludwig an, den Adalbero 893 mit dem Erzbischof Hatto I. von Mainz getauft hatte. Im Mai 895 bestellte ihn der König – vermutlich auf der Synode von Trebur, an der Adalbero auch teilnahm – zum Abt des Klosters Lorsch. Er legte das Amt aber nach wenigen Jahren nieder, nachdem er es intern reformiert, dem Kloster das Recht der freien Abtswahl wieder hergestellt und ihm Besitz hatte zukommen lassen. Er wurde im Jahr 900 letztmals in Lorscher Urkunden erwähnt.
Unter dem jungen willenlosen Ludwig dem Kind war Adelberos Stellung zu König und Reich besonders einflussreich, er wurde nahezu als der eigentliche Reichsregent angesehen. Ludwig selbst hatte zu ihm kindliche Zuneigung; denn er nennt ihn in feierlichen Urkunden seinen treuen Erzieher, seinen geistlichen Vater und Lehrer. In dieser Stellung starb Adalbero vor Ludwig.
Er ist in der Basilika St. Ulrich und Afra in Augsburg beigesetzt.
Er wird in der römisch-katholischen Kirche als Seliger verehrt. Sein Gedenktag ist der 28. April.
Adalbero war hochgebildet in Wissenschaft und Kunst; wahrscheinlich war er der Bischof dieses Namens, dem Regino von Prüm seine Chronik widmete und zur Einsicht und Prüfung sandte; ein vertrauter Freund der St. Galler Lehrer, weilte er 908 eine Festwoche lang in ihrem Kreise und ließ für ihr Kloster kostbare Geschenke zurück; in der Kunst der Musik aber überragte er seine Zeitgenossen.